# Kimberly Wyatt
Kimberly Kaye Wyatt (Warrensburg, Misuri; 4 de febrero de 1982), conocida simplemente como Kimberly Wyatt, es una cantante y bailarina estadounidense. También es una de las componentes del grupo The Pussycat Dolls.

## Biografía

### Primeros años
Kimberly nació en Warrensburg (Misuri), un pequeño pueblo cercano a Kansas City. Su padre es transportista y su madre trabaja con él. Antes de bailar, practicó deportes como T-Ball y baloncesto. Empezó a bailar con siete años. 
A los catorce, consiguió una beca para estudiar ballet en Nueva York y también asistió a clases en Broadway Dance Center. Con diecisiete años se graduó en el instituto y se fue a Las Vegas para asistir a audiciones para actuar en cruceros y en casinos como bailarina. Consiguió un puesto en Royal Caribbean International. En sus viajes marítimos conoce casi toda la costa mediterránea europea. 
En 2001 viaja a Los Ángeles para establecer su carrera y comienza a trabajar como bailarina en videoclips con Black Eyed Peas.
En 2003 ingresa en Pussycat Dolls en el año 2010 dejó el grupo y empezó otro grupo Her Majesty & The Wolves y más tarde Kimberly empezó su carrera en solitario, en 2013 sacó el sencillo Derriere

### Pussycat Dolls

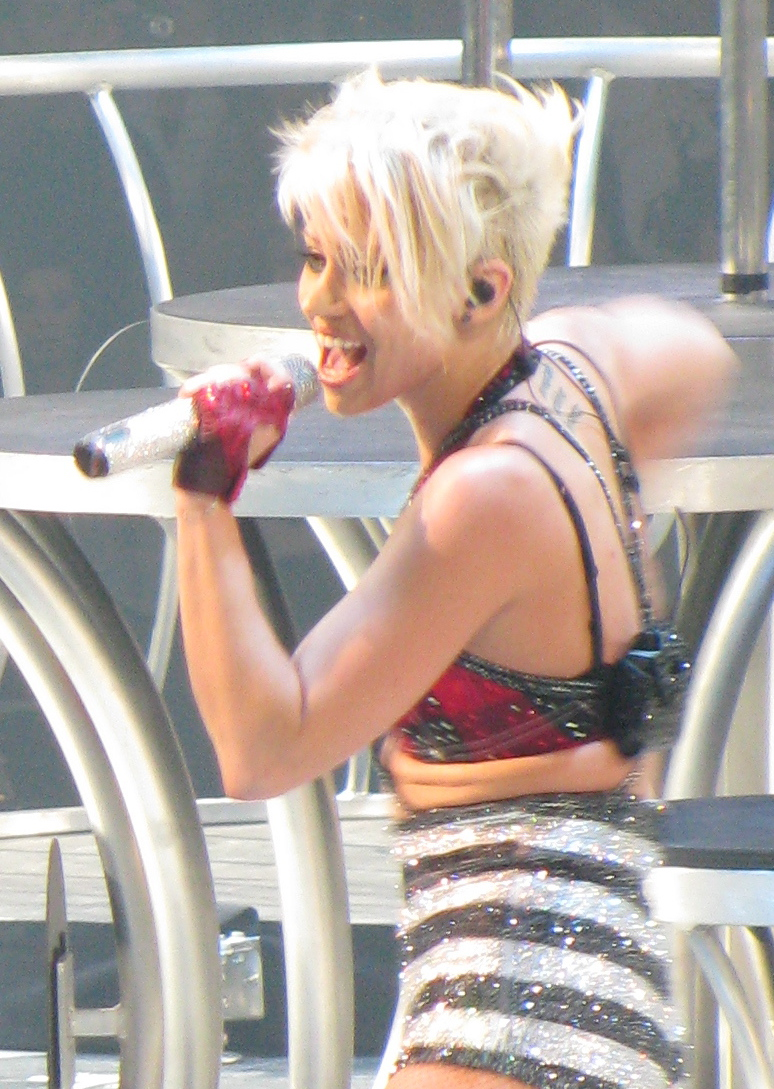

Se traslada a Los Ángeles en el 2001 para continuar con su carrera como bailarina, a pesar de tener una oferta de Hubbard St. Dance Co. en Chicago. En 2002, fue seleccionada como una de las bailarinas de la comedia, Cedric the Entertainer Presents.
En 2003, participó en el videoclip del grupo Black Eyed Peas, «Shut Up» con la compañía de otra Pussycat Doll, Carmit Bachar; también ejerció de coreógrafa y bailarina para un videoclip de Nick Lachey. Durante la grabación del video, Robin Antin (la creadora de las Pussycat Dolls), pidió a Kimberly que se uniera a su grupo. Al igual que sus compañeras, es empleada de Interscope Records. Es muy conocida por su señal de baile, estando de pie sobre una pierna es capaz de poner ambas piernas en 180°, el cual se puede ver en muchos videoclips y actuaciones.
En febrero de 2010 Kimberly confirmó que el grupo Pussycat Dolls necesitaba un descanso, pero que ninguna de sus compañeras, ni ella misma, dejaban el grupo. Tan solo es un descanso tras el desgaste sufrido en los últimos años.
En el 2012 participó como jueza en el programa de televisión Got to Dance.

### Vida personal
Se comprometió con Max Rogers en septiembre de 2013, y se casaron el 22 de febrero de 2014. El 18 de agosto de ese mismo año anunció que estaba embarazada de su primer hijo y el 2 de diciembre dio a luz a Willow Jane Rogers. Su segunda hija, Lyla Maple Rogers, nació el 21 de agosto de 2017. El 11 de octubre de 2019 dio a luz a su tercer hijo, Ford Senna. Ese mismo día fue esterilizada y su esposo se hizo una vasectomía ya que, tras haber tenido tres hijos, decidió no tener más. Además, de esa manera, si se separaran, no podrían tener hijos con otras personas.

## Discografía
También ver en Pussycat Dolls discografía

### Con Pussycat Dolls
- "PCD" (2005)
- "Doll Domination" (2008)

### Con Her Majesty & the Wolves
- "111" (2011)

### En solitario
- "Not Just A Doll" (2010)
- "Derriere" (2013)

### Sencillos

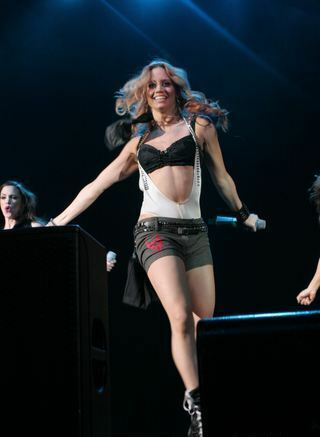

| Año  | Título               | Álbum |
| ---- | -------------------- | ----- |
| 2010 | "Glaciers"           | 111   |
| 2010 | "Stars In Your Eyes" | 111   |
| 2010 | "Goodbye, Goodnight  | 111   |

### Colaboraciones
| Año  | Título            | Artista      | Álbum               |
| ---- | ----------------- | ------------ | ------------------- |
| 2010 | "Candy"           | Agroo Santos | Aggro Santos.Com    |
| 2011 | "Higher"          | Taio Cruz    | Rockstar (Live)     |
| 2011 | "Love Me Tonight" | Paul Wall    | Heart Of A Champion |

### Otras canciones
| Año  | Título                     | Artista        | Álbum           |
| ---- | -------------------------- | -------------- | --------------- |
| 2008 | "Don't Wanna Fall In Love" | Kimberly Wyatt | Doll Domination |
| 2010 | "No Just A Doll"           | Kimberly Wyatt | -               |